# ミミゲネズミキツネザル
ミミゲネズミキツネザル（Allocebus trichotis）は、哺乳綱霊長目コビトキツネザル科ミミゲネズミキツネザル属に分類される霊長類。本種のみでミミゲネズミキツネザル属を構成する。

## 分布
マダガスカル東部
記載されてから数頭の標本しか採集されていなかったが、1989年に再発見された。1994年以降はより広い範囲に分布することが判明している。

## 形態
頭胴長（体長）12.5 - 16センチメートル。尾長14 - 19.5センチメートル。体重65 - 90グラム。背面は淡赤色や褐色がかった灰色、腹面は淡灰色。耳介周辺の体毛が伸長する。

## 分類
以前は、コビトキツネザル属Cheirogaleusに分類されていた。和名がミミゲコビトキツネザルなどとされることもあった。日本哺乳類学会(2018)の標準和名および日本モンキーセンター霊長類和名編纂ワーキンググループ(2019)では、本種の和名をミミゲネズミキツネザルとしている。

## 生態
多湿な自然林に生息するが、ある程度は人の手の入った環境にも生息する。ペアもしくはその幼獣からなる家族群を形成して生活すると考えられている。夜行性で、地上3 - 5メートルの高さにある樹洞で休む。5 - 9月の乾季（冬季）には休眠すると考えられている。
花の蜜や樹脂などを食べると考えられている。飼育下では昆虫、果実、蜂蜜を食べた例もある。
1 - 2月に出産する。

## 人間との関係
農地開発や焼畑農業による生息地の破壊、食用の狩猟などにより、生息数が減少している。1975年のワシントン条約発効時から、コビトキツネザル科単位でワシントン条約附属書Iに掲載されている。